# Макарий III Мелнишки
Вижте пояснителната страница за други значения на Макарий.
Макарий (на гръцки: Μακάριος) е православен духовник, митрополит на Вселенската патриаршия.

## Биография
Макарий става духовник. На 18 април 1689 година оглавява Мелнишката епархия. Остава на катедрата в Мелник до 1696 година. По време на управлението си в Мелник в 1689 и 1696 година Макарий прави поправки в църквата „Свети Николай“, като същевременно е обновена и съседната митрополия.